# Yinggehai (köpinghuvudort i Kina, Hainan Sheng, lat 18,51, long 108,69)
Yinggehai är en köpinghuvudort i Kina. Den ligger i provinsen Hainan, i den södra delen av landet, omkring 240 kilometer sydväst om provinshuvudstaden Haikou. Antalet invånare är 17 814. Befolkningen består av 8 708 kvinnor och 9 106 män. Barn under 15 år utgör 21,0 %, vuxna 15-64 år 69 %, och äldre över 65 år 8,0 %.
Närmaste större samhälle är Huangliu, 10,5 km öster om Yinggehai. 
Genomsnittlig årsnederbörd är 1 815 millimeter. Den regnigaste månaden är augusti, med i genomsnitt 280 mm nederbörd, och den torraste är februari, med 21 mm nederbörd.